# Auditorium Dufour
Résidence
L'auditorium Dufour est une salle de spectacles de l'arrondissement Chicoutimi de la ville Saguenay, au Québec (Canada). Nommée en l'honneur de MgrJoseph-Wilbrod Dufour et inaugurée en 1973, la salle est située dans les installations du Cégep de Chicoutimi et est administrée par Diffusion Saguenay.
L'auditorium est fermé à la fin des années 2000 en raison de la désuétude des installations et de travaux de rénovation. Sa réouverture est prévue au début de 2013, sous le nouveau nom de Théâtre Banque Nationale.

## Rénovations

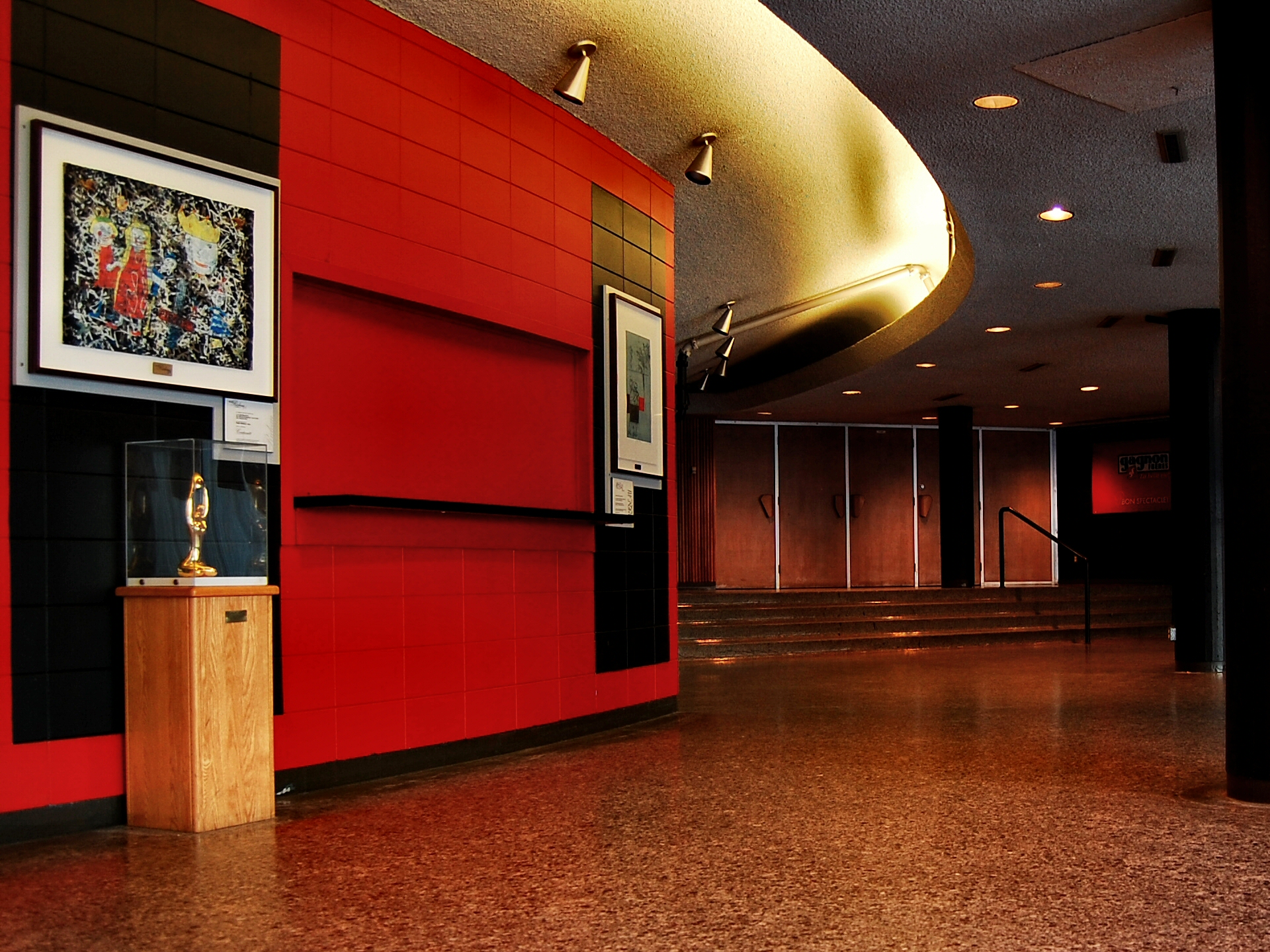
Entré Ouest de l'Auditorium

Divers projets de salles de spectacles ont été proposés au cours des années 2000 à Saguenay. Le projet de la ville est de rénover les installations de l'auditorium, jugé plus économique selon l'administration Tremblay. Au printemps 2009, la pertinence du projet est contestée par certains citoyens. 
En mai 2009, Théâtre du Saguenay, le Cégep de Chicoutimi, Saguenay et le gouvernement du Québec annoncent qu'ils sont partenaires d'un projet de rénovation de l'auditorium. Le gouvernement provincial s'engage à la hauteur de 4,2 millions de dollars.
Le projet est bloqué lorsqu'un nombre significatif de citoyens signent les registres de la ville pour contester le projet d'emprunt municipal.
Le 17 février 2010, Promotion Saguenay entreprend les démarches auprès du ministère de la Culture et des Communications afin de créer un diffuseur. Le 19 février 2010, le Théâtre du Saguenay déclare faillite. Le 21 février, des membres du Théâtre du Saguenay forment un comité citoyen pour sauver la coopérative. Le 27 février, Saguenay annonce la création de Diffusion Saguenay, un nouvel organisme destiné à remplacer la coopérative en faillite. La mise en faillite suscite des questions de la part des coopérants. Dans ce contexte, les deux organismes préparent la diffusion de spectacles pour la saison 2010-2011
Saguenay annonce ensuite que les citoyens pourront faire un choix  lors d'une consultation populaire qui se tiendra le 6 juin 2010 sur la rénovation de l'auditorium ou la construction d'une nouvelle salle de spectacles au centre-ville.
En novembre 2012, Diffusion Saguenay annonce que la nouvelle salle portera désormais le nom de Théâtre Banque Nationale. Une somme de 600 000 $ sera versée par la Banque Nationale sur une période de 10 ans à titre de partenariat d'affaires.
En décembre 2012, considérant que le nouveau nom de la salle ne possède aucune dimension patrimoniale ou culturelle, un groupe de citoyens lance une pétition afin de garder le nom d'Auditorium Dufour,.
La nouvelle salle de spectacle est inaugurée officiellement le 17 janvier 2013 avec un spectacle réunissant des artistes tels Michel Barrette, Marie-Michèle Desrosiers, Jorane, Bruno Pelletier, Paul Piché, Michel Rivard, André Sauvé et Vincent Vallières.